# E!
E! (viết tắt của Entertainment Television) là kênh truyền hình cáp và vệ tinh của hãng NBCUniversal Cable Entertainment Group, một nhánh của NBCUniversal, trực thuộc Comcast.
Tính đến tháng 1 năm 2016, E! được phủ sóng tại 92,4 triệu hộ gia đình ở Mỹ.